# Café des arcades

Le Café des Arcades était un lieu de réunion pour les financiers, situé au 11, place de la Bourse à Paris, à côté du Restaurant Champeaux.

## Histoire
Le Café des Arcades était considéré comme une véritable annexe de la Bourse où se réunissaient les « agioteurs de tout poil », et certains prétendent que s'y traitaient les plus gros « coups de Bourse ».